# Washington Luís
Washington Luís Pereira de Sousa ([ˈwɔʃĩtõ luˈiz peˈɾejɾɐ dʒi ˈsowzɐ]; 26. října 1869 Macaé – 4. srpna 1957 São Paulo) byl brazilský politik, v letech 1926 až 1930 sloužící jako 13. brazilský prezident, poslední prezident první brazilské republiky.
Luís pocházel z rodiny portugalských Romů. Vystudoval práva a stal se právníkem. Politickou dráhu zahájil jako guvernér státu São Paulo roku 1920. Krize roku 1929 zničila jeho popularitu. Plánoval odstoupit, ale ještě předtím byl svržen revolucí roku 1930, následovanou vládou vojenské junty.